# ۷آلفا-هیدروکسی-۴-کولستن-۳-اون
۷آلفا-هیدروکسی-۴-کولستن-۳-اون (به انگلیسی: 7α-Hydroxy-4-cholesten-3-one) یک ترکیب شیمیایی با شناسه پاب‌کم ۱۲۳۷۴۳ است. 